# El Club del Moro
El Club del Moro es un programa de radio argentino que se transmite de lunes a viernes por La 100, en el horario de 05:30 a 10:00. Está presentado por Santiago del Moro, quien es acompañado por Maju Lozano, Costa, Marcela Tauro, Edith Hermida, y Fernando Carlos, y en la locución por Bebe Sanzo.
Por siete temporadas seguidas ha sido el programa líder de la radiofonía argentina, logrando récords de audiencia, superando los 30.0 puntos de cuota de audiencia. En 2022 consiguió la cuota de audiencia más alta registrada para su franja horario, desde que se realizan mediciones: 34.0% de cuota, equivalente a 1.2 millones de oyentes.

## Historia
Salió al aire por primera vez el 26 de diciembre de 2016, tras el pase de Del Moro de la Pop Radio 101.5 a La 100 a fines de ese año.
En noviembre de 2019 dejó el programa la comediante Lizy Tagliani, quien tenía compromisos con Telefe, con un programa propio al mediodía. En su lugar ingresaron Fulop y Lorena Paola, quien se fue a los meses del aire. En febrero de 2021 se despidió del programa Emiliano Raggi, debido a una oportunidad para irse a vivir al exterior con su esposa. Su lugar fue ocupado por el también periodista deportivo Fernando Carlos, que se sumó en marzo.
Comenzó en el aire de 06:00 a 09:00, en el lugar que ocupaba Guido Kaczka junto a Lalo Mir. Kaczka, con su ciclo No está todo dicho pasó a ocupar la segunda mañana, de 09:00 a 13:00. A partir de 2019, debido al éxito de ambos programas, la emisora decidió extender los horarios, quedando El Club del Moro de 06:00 a 10:00 en el aire, y No está todo dicho de 10:00 a 14:00.
Sobre el programa, Del Moro comentó: «es un programa difícil de analizar, es un fenómeno de nivel de audiencia. (...) Estamos todo el tiempo al aire, hablando casi cuatro horas. No sé si es como de AM, pero es como reversionar un clásico [haciendo mención al clásico radial argentino Rapidísimo, conducido por Héctor Larrea durante 30 temporadas]». Por último, agregó: «El club del Moro es un concepto, casi como una familia».
El 27 de agosto de 2021, en el marco de los 101 años de la primera transmisión de radio en Argentina, El Club del Moro salió al aire tanto en su horario habitual como en la noche: se emitió un especial de 20 a 24, que contó con música, fiesta y premios. El especial nocturno tuvo su réplica también en 2022. Esta vez tocó viernes 26 de agosto, y contó con la participación de todo el equipo, con un bloque de «BB vs. Trapo» como segmento principal.
El 1 de septiembre de 2022 se unió al personal Eliana Guercio, esposa del futbolista Sergio Romero, en lugar de Catherine Fulop.
En diciembre de 2023 el programa tuvo la baja de uno de los miembros originales del equipo. Bulian dejó El club del Moro tras siete temporadas. También finalizó su participación Fernanda Carbonell. En sus reemplazos comenzaron en 2024 la humorista Anita Martínez y la locutora Edith Hermida, respectivamente.
Eliana Guercio, luego de dos años, renunció al programa en febrero de 2024.

## Equipo
Originalmente el cast de El club del Moro presentó a Santiago del Moro en la conducción; Maju Lozano, Costa y Lizy Tagliani en la coconducción; Marcela Tauro en espectáculos; Emiliano Raggi en deportes; Bebe Sanzo en locución e Ignacio Bulián en voces e interpretación.
| Santiago del Moro  | Conducción             | Principal | Principal  | Principal | Principal | Principal  | Principal | Principal  | Principal  | Principal  |
| Maju Lozano        | Coconducción           | Principal | Principal  | Principal | Principal | Principal  | Principal | Principal  | Principal  | Principal  |
| Marcela Tauro      | Espectáculos           | Principal | Principal  | Principal | Principal | Principal  | Principal | Principal  | Principal  | Principal  |
| Costa              | Coconducción           | Principal | Principal  | Principal | Principal | Principal  | Principal | Principal  | Principal  | Principal  |
| Lizy Tagliani      | Coconducción           | Principal | Principal  | Principal |           |            |           |            |            |            |
| Bebe Sanzo         | Locución               | Principal | Principal  | Principal | Principal | Principal  | Principal | Principal  | Principal  | Principal  |
| Ignacio Bulián     | Voces e interpretación | Principal | Principal  | Principal | Principal | Principal  | Principal | Principal  |            |            |
| Emiliano Raggi     | Deportes               | Principal | Principal  | Principal | Principal | Principal  |           | Invitado   | Invitado   |            |
| Florencia Arietto  | Coconducción           |           | Recurrente |           |           |            |           |            |            |            |
| Lorena Paola       | Coconducción           |           |            | Principal |           |            |           |            |            |            |
| Catherine Fulop    | Coconducción           |           |            | Principal | Principal | Principal  | Principal | Recurrente | Recurrente | Recurrente |
| Fernando Carlos    | Deportes               |           |            |           |           | Principal  | Principal | Principal  | Principal  | Principal  |
| Fernanda Carbonell | Locución               |           |            |           |           | Recurrente | Principal | Principal  |            |            |
| Eliana Guercio     | Coconducción           |           |            |           |           |            |           | Principal  | Principal  |            |
| Edith Hermida      | Coconducción           |           |            |           |           |            |           |            | Principal  | Principal  |
| Anita Martínez     | Coconducción           |           |            |           |           |            |           |            | Recurrente | Recurrente |
| Ignacio Otero      | Coconducción           |           |            |           |           |            |           |            | Principal  |            |
| Gonzalo Sorbo      | Coconducción           |           |            |           |           |            |           |            | Principal  | Principal  |

## Segmentos

### Disco Trapo
Disco Trapo fue una sección comandada por «Nacho» Bulián, quien interpretaba a «Trapo» —un chico pobre— y al «Doctor», entre otros personajes. Salió al aire por primera vez el 28 de diciembre de 2016, en la primera semana de El Club del Moro en La 100, siendo una continuidad del segmento «Radio Trapo» de la anterior emisora. El bloque, emitido regularmente todos los viernes, en la última hora de programa, era el espacio más escuchado de la semana. El segmento, guionado de principio a fin por Bulian y el equipo, contaba con cumbia, humor al límite y participación de todos en la mesa. Muchas veces ha logrado ser trending topic en Twitter durante la emisión en vivo, logrando menciones de artistas famosos, como Pablo Lescano de Damas Gratis.

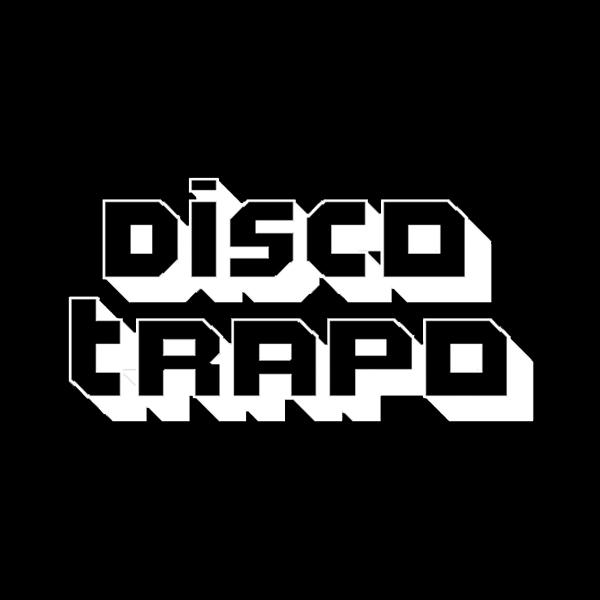
Logo similar al usado para la sección.

Entre los personajes están «Denzel», interpretado por Bebe Sanzo, locutor del segmento, y «Casquito Flojow», en la voz de Maju Lozano. Esta última comienza su participación tras una cortina musical especial interpretada por Las Culisueltas. Anteriormente, Lizy Tagliani imitaba a mediáticas como «Luli» (por Luciana Salazar) y «Nicky» (Nicole Neumann).
La sección comienza con una cortina musical propia. En un principio sonaba Disco Trapo ya llegó, una versión reversionada de Ya no llores, de Nene Malo. A mediados de 2020 la cortina cambió, con una nueva versión especial de Cómo estás, de Ké Personaje. Generalmente Disco Trapo cierra con un ida y vuelta entre el «Doctor» y «Marcela» (Tauro), mientras se escucha una versión especial de No quiere novio de Tu Papá.
La emisión de Disco Trapo terminó a finales de 2023, con la partida de Bulián del programa.

Disco Trapo ya llegó (estribillo)
Letra:   «Nacho» Bulian
Música:  Nene Malo
Disco Trapo ya llegó, nena, nena,
a La 100 con Santiago, desde el control.
Ay que baile se va a armar, acá, en el Club,
a la pista te invita, a vos, a vos.
¡Trapo! ¡Sos vos!

### Rankings musicales
Regularmente los miércoles se presenta al aire un ranking de 10 canciones con temáticas diferentes. El segmento suele terminar con la voz de los protagonistas interpretando la canción principal de la lista.

### «BB vs. Trapo»
El segmento presenta a «BB» —Bebe Sanzo—, y a «Trapo» —Bulian—, compitiendo por el aire del programa, con 10 canciones elegidas, intercaladas. Generalmente se elige por las redes sociales al ganador de la competencia.

### «BB Retro Dance»
El segmento pretende rememorar al antiguo programa de Sanzo en la década de los '90, en la desaparecida FM Z95. El locutor presenta una lista de canciones retro, de los '80 y los '90, mientras los miembros del programa cantan y bailan.

## Audiencia
Según Kantar Ibope Media El Club del Moro es el programa más escuchado de la FM en el AMBA desde su estreno a fines de 2016. En enero de 2017, con los registros del mes completos, La 100 pasó al frente del podio radial, tras superar a la Pop Radio, 12.08% a 9.90%. Este cambio fue gracias al traspaso de radio de Del Moro, quien lideró en la Pop hasta 2016 con su antiguo programa Mañanas campestres.
En 2019 promedió 28.19% de cuota de audiencia, cuadruplicando a sus competidores, siendo secundado por Aspen Express, con 7.91%. En marzo de 2021, El Club del Moro logró un récord de cuota de audiencia para la sitonía FM: alcanzó los 30.5%, superando por más de 20 puntos a la competencia. Un mes después, la cuota de audiencia volvió a subir, con 31.2 contra 9.8%.
| Temporada | Temporada | Año  | Cuota de audiencia % | Posición | Ref.     |
| --------- | --------- | ---- | -------------------- | -------- | -------- |
| 1         |           | 2017 | 18.10                | Primero  | [ 32 ]   |
| 2         |           | 2018 | 24.90                | Primero  | [ 33 ]   |
| 3         |           | 2019 | 28.19                | Primero  | [ 11 ]   |
| 4         |           | 2020 | 26.17                | Primero  | [ 34 ]   |
| 5         |           | 2021 | 29.20                | Primero  | [ 35 ]   |
| 6         |           | 2022 | 29.30                | Primero  | [ 36 ]   |
| 7         |           | 2023 | 29.70                | Primero  | [ 37 ]   |
| 8         |           | 2024 | En curso             | En curso | En curso |

## Retransmisión
La 100 programa un segmento con «Lo mejor de El Club del Moro», que se emite semanalmente de 05:00 a 06:00 —antecediendo la emisión en vivo—, y los sábados de 06:00 a 09:00. Además, varios de los segmentos del programa están disponible por YouTube.

## Premios y nominaciones
| Premios Martín Fierro | Premios Martín Fierro                       | Premios Martín Fierro | Premios Martín Fierro | Premios Martín Fierro |
| Año                   | Categoría                                   | Trabajo nominado      | Resultado             | Ref.                  |
| --------------------- | ------------------------------------------- | --------------------- | --------------------- | --------------------- |
| 2017                  | Mejor conducción masculina en radio         | Santiago del Moro     | Nominado              | [ 39 ]                |
| 2018                  | Mejor programa diario de interés general FM | El Club Del Moro      | Ganador               | [ 40 ]                |
| 2018                  | Mejor labor humorística                     | Lizy Tagliani         | Ganador               | [ 40 ]                |
| 2018                  | Mejor conducción masculina en radio         | Santiago del Moro     | Nominado              | [ 41 ]                |
| 2018                  | Mejor labor en locución masculina           | Bebe Sanzo            | Nominado              | [ 40 ]                |
| 2018                  | Mejor labor en Operación                    | Guillermo Bidondo     | Nominado              | [ 40 ]                |
| 2019                  | Mejor programa diario de interés general FM | El Club Del Moro      | Ganador               | [ 42 ]                |
| 2019                  | Mejor conducción masculina en radio         | Santiago del Moro     | Nominado              | [ 42 ]                |
| 2019                  | Mejor labor en Operación                    | Guillermo Bidondo     | Ganador               | [ 42 ]                |
| 2019                  | Labor humorístisco                          | Lizy Tagliani         | Nominado              | [ 42 ]                |